# جامعة داكوتا الجنوبية
جامعة داكوتا الجنوبية (بالإنجليزية: University of South Dakota)‏ هي جامعة بحثيَّة عامة تقع في فيرميليون بولاية داكوتا الجنوبية في الولايات المتحدة الأمريكية.

## التاريخ
- تأسست من قبل المجلس التشريعي لإقليم داكوتا في عام 1862، أي قبل 27 عامًا من إنشاء ولاية داكوتا الجنوبية.
- تحتل حرمًا جامعيًا بمساحة (1.11 كم2).[7]
- هي موطن لكلية الطب وكلية الحقوق الوحيدة في داكوتا الجنوبية، وموطن للمتحف الوطني للموسيقى، الذي يضم أكثر من 15000 آلة موسيقية أمريكية وأوروبية وغير غربية.
- يضم خريجو جامعة داكوتا الجنوبية ما مجموعه 17 من علماء ترومان، و12 من علماء رودس، و1 حائز على جائزة نوبل.[8]